# 고카세정
고카세정(일본어: 五ヶ瀬町)은 일본 미야자키현 북서부에 있는 니시우스키군의 정이다.

## 지리
미야자키현 북서부의 규슈 산지에 위치하고 정 북부에서 북서부~서부~서남부에 걸쳐서 구마모토현과 접한다. 전체적으로 고도가 높고 특히 남부는 해발 1,000m를 넘는 산지이다. 북부의 구릉지가 정의 중심부에 해당한다.
현청 소재지인 미야자키시까지 차로 약 2시간이 넘게 걸리는 데 반해 구마모토시까지는 약 1시간이면 도달할 수 있는 위치에 있고 구마모토현의 텔레비전·라디오 전파를 수신할 수 있기 때문에 구마모토현과의 관계가 밀접하며 비일상적인 쇼핑 등은 구마모토시의 번화가나 구마모토 도시권 근교의 쇼핑몰로 향하는 경향이 있다. 또 정내에 고카세 하이랜드 스키장이 있어 구마모토현 주민들도 고카세정을 많이 방문하고 있다.

### 인접한 자치체
- 미야자키현
  - 니시우스키군 다카치호정
  - 히가시우스키군 모로쓰카촌, 시바촌

- 구마모토현
  - 가미마시키군 야마토정

## 역사
- 1956년 8월 1일 - 구라오카촌, 산카쇼촌이 대등 합병해 고카세정이 성립하였다.

## 교통

### 도로
- 국도 218호선
- 국도 265호선
- 국도 503호선